# Seduzione pericolosa (film 1991)
Seduzione pericolosa (Carnal Crimes) è un film statunitense del 1991 diretto da Gregory Dark (con lo pseudonimo di Alexander Hyppolyte).

## Trama
Sebbene Elise Swanson sia una donna bella e affascinante, suo marito è diventato disinteressato a sedurla, lasciandola annoiata, insoddisfatta e così via. Poi Elise incontra il misterioso fotografo Renny Berman e sperimenta misure di vario tipo, fino a quando non diventa un pericolo mortale per lei.